# Pound Syndrome
Pound Syndrome — четвертий студійний альбом американського репера Hopsin, що вийшов на лейблі Funk Volume 24 липня 2015 року.

## Передісторія
Hopsin раніше натякнув, що він покине реп-індустрію і переїде до Австралії. Проте, 25 грудня 2014 Hopsin опублікував на своєму YouTube-каналі відео «Справжня причина, чому Hopsin покинув музичну індустрію» з колегою по лейблу Джарреном Бентоном, натхненне фільмом «Тупий і ще тупіший 2», де заперечив, що він кидає реп, назвавши все жартом, і анонсував Pound Syndrome на 2015 рік.
Pound Syndrome спершу мав стати лише однією піснею, пізніше — міні-альбомом. Після виходу The Growing Process Діззі Райта та Slow Motion EP Бентона репер вирішив зробити Pound Syndrome повноформатною платівкою.

## Запис
Hopsin почав записувати альбом у серпні 2014 року й завершив його за кілька днів до Різдва.

## Реліз і промоція
Hopsin заявляв в багатьох інтерв'ю, що альбом є покращенням в плані якості у порівнянні з його попередніми роботами. 27 травня 2015 на YouTube завантажили інтерв'ю зі Свеєм Келловеєм, де йшлося про появу репера на музичному фестивалі SoundSet, виконавець анонсував вихід платівки 24 липня. 8 липня 2015 Hopsin оприлюднив треклист.

## Сингли
18 липня 2014 випустили «Ill Mind of Hopsin 7». Пісня викликала суперечки, позаяк репер розповідає про втрату віри в релігію, зв'язки між релігією, історією та владою. Окремок посів 46-ту сходинку Hot R&B/Hip-Hop Songs, 27-му Hot Rap Songs. У день прем'єри відеокліп переглянули понад 1 млн разів на YouTube.
1 червня 2015 разом з кліпом видали другий сингл «Crown Me». Сингл став першим окремком виконавця, що потрапив до Billboard Hot 100 (56-те місце).
8 липня вийшов третій сингл «Fly». На пісню існує відеокліп.

## Результати продажу
Pound Syndrome дебютував на 17-ій сходинці Billboard 200 з накладом у 17 149 копій, ставши 11-им найпродаванішим альбомом тижня в США.

## Список пісень
Усі пісні спродюсував Hopsin.
| #   | Назва                                  | Автор                         | {{{extra_column}}} | Тривалість |
| --- | -------------------------------------- | ----------------------------- | ------------------ | ---------- |
| 1.  | «The Pound (Intro)»                    | Маркус Гопсон                 |                    | 1:45       |
| 2.  | «Forever III»                          | Маркус Гопсон                 |                    | 4:22       |
| 3.  | «No Hope»                              | Маркус Гопсон                 |                    | 4:58       |
| 4.  | «Ramona» (з участю Jarren Benton)      | Маркус Гопсон, Джаррен Бентон |                    | 4:28       |
| 5.  | «Mr. Jones»                            | Маркус Гопсон                 |                    | 3:27       |
| 6.  | «Fort Collins» (з участю Dizzy Wright) | Маркус Гопсон, Лареонте Райт  |                    | 4:33       |
| 7.  | «No Words (Skit)»                      | Маркус Гопсон                 |                    | 1:38       |
| 8.  | «Crown Me»                             | Маркус Гопсон                 |                    | 4:32       |
| 9.  | «Ill Mind of Hopsin 7»                 | Маркус Гопсон                 | Hopsin             | 5:40       |
| 10. | «FV Till I Die» (з участю SwizZz)      | Маркус Гопсон, Джастін Ріттер |                    | 4:53       |
| 11. | «My Love»                              | Маркус Гопсон                 |                    | 5:18       |
| 12. | «No Fucks Given»                       | Маркус Гопсон                 |                    | 4:05       |
| 13. | «Fly»                                  | Маркус Гопсон                 |                    | 5:00       |
| 14. | «I Just Can't»                         | Маркус Гопсон                 |                    | 4:25       |

## Чартові позиції
| Чарт (2015)               | Найвища позиція |
| ------------------------- | --------------- |
| Австралія                 | 15              |
| Канада                    | 12              |
| Нова Зеландія             | 24              |
| США                       | 17              |
| US Rap Albums             | 4               |
| US Top R&B/Hip-Hop Albums | 6               |
| Фландрія                  | 198             |